# Teleocichla centrarchus
Teleocichla centrarchus es una especie de peces de la familia Cichlidae en el orden de los Perciformes.

## Morfología
- Los machos pueden llegar alcanzar los 6 cm de longitud total.
- Número de  vértebras:

34-37.

## Hábitat
Vive en zonas de clima tropical.

## Distribución geográfica
Se encuentran en Sudamérica: río Xingu ( cuenca del río Amazonas en Brasil ).